# Jean-Baptiste Le Moyne de Bienville

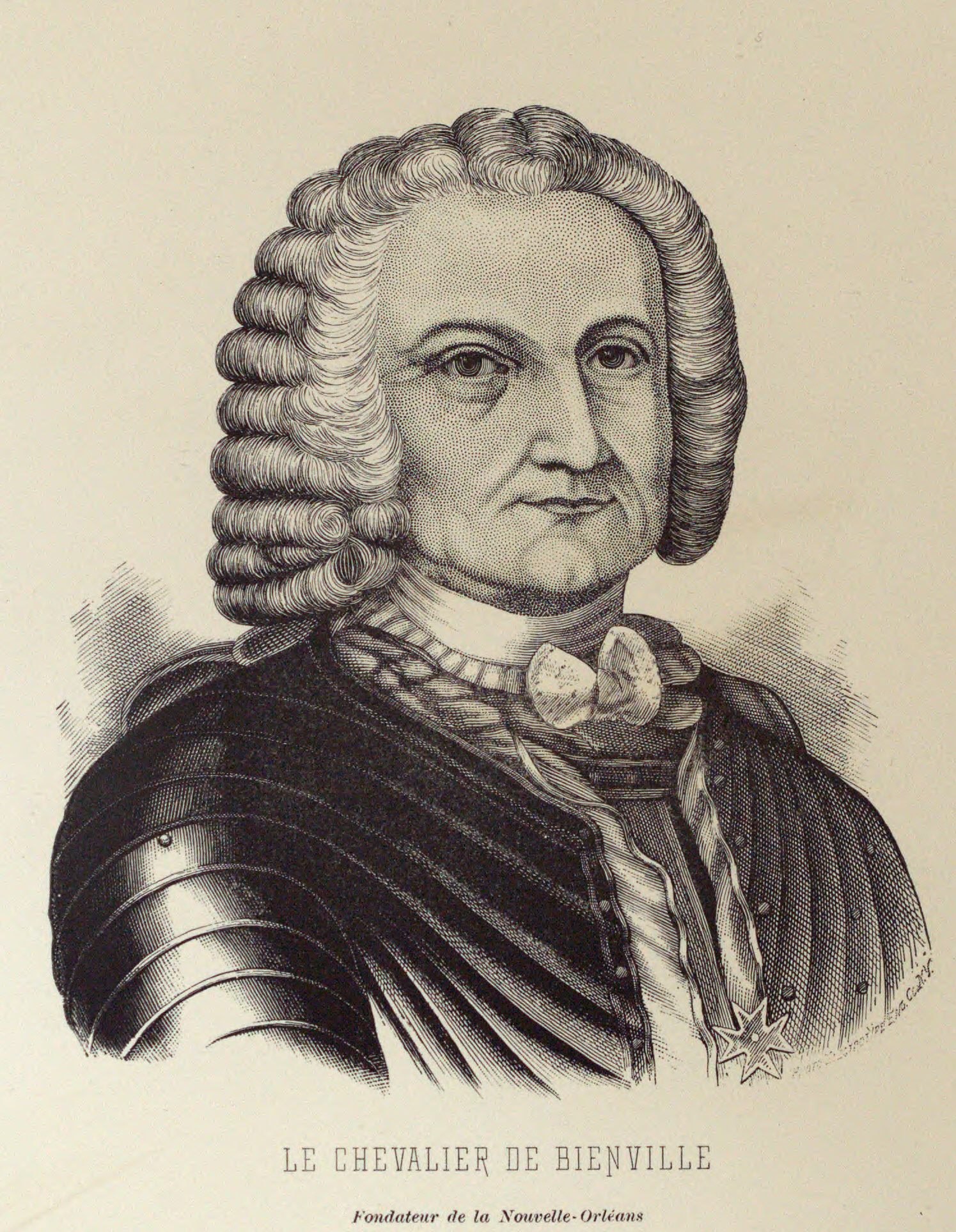

Jean-Baptiste Le Moyne de Bienville (Montreal, 23 februari 1680 – Parijs, 7 maart 1767), ook wel (Sieur de) Bienville genoemd, was een Frans-Canadees kolonist en de stichter van La Nouvelle-Orléans, beter bekend als New Orleans.

## Korte biografie
Bienville was de achtste zoon van Charles le Moyne en Catherine Primot. Hij werd gedoopt in Montreal, waar hij later een gezin stichtte. Toen hij achttien jaar was, vertrok hij samen met zijn oudere broer Pierre Le Moyne d'Iberville voor een ontdekkingsreis naar de zuidkust van Noord-Amerika, waar ze de Franse kolonie Louisiana stichtten. Deze kolonie lag ruwweg waar zich nu de Amerikaanse staat Louisiana bevindt, maar was een stuk groter. Bij het tegenwoordige Ocean Springs werd het Franse Fort Maurepas gesticht. Sauvolle de la Villantry, heer van Sauvolle werd in 1699 door Iberville aangesteld als eerste gouverneur van de Franse kolonie. Bienville stichtte in datzelfde jaar het Fort de la Boulaye aan de rivier de Mississippi. Na de dood van de Sauvolle volgde Bienville hem op als gouverneur van Louisiana.

## New Orleans
In 1718 leidde Bienville een expeditie in Louisiana. In de delta van de Mississippi stichtte hij de stad La Nouvelle-Orléans, het huidige New Orleans. De stad werd genoemd naar Filips II van Orléans. Bienville liet in 1720 Adrien de Pauger het grondplan ontwerpen, dat nu als Vieux carré (French Quarter) bekendstaat
In 1725 werd Bienville teruggeroepen naar Frankrijk, waarbij hij het bestuur van de kolonie overgaf aan Pierre Dugué de Boisbriant, die in 1727 werd opgevolgd door Étienne Périer. Bienville keerde in 1733 terug in Louisiana en nam het bestuur weer op zich. Tot 1740 kwam het tot diverse confrontaties met de Chickasaws, een indianenstam. In 1740 vroeg Bienville te worden ontheven van zijn functie als gouverneur, en in 1743 werd hij opgevolgd door Pierre François de Rigaud, markies van Vaudreuil-Cavagnal.
- International Standard Name Identifier: 0000 0000 7396 1495
- Library of Congress Control Number: no95003334
- National Archives and Records Administration: 10573678
- Nederlandse Thesaurus van Auteursnamen: 115669868
- SNAC: w64b417k
- Virtual International Authority File: 68510098
- WorldCat: E39PBJh4xH3VDmBHg7w8drp3wC